# Valmet

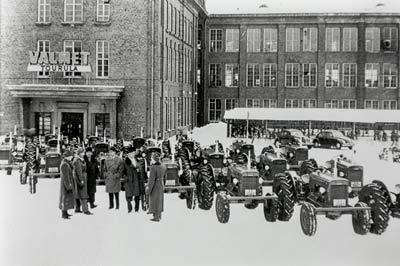
Тракторы у завода VKT конгломерата Valmet. Ювяскюля, 1950-е

Valmet Oy — крупный финский конгломерат предприятий тяжелой промышленности, существовавший в XX веке.
Корпорация Valmet (фин. Valtion Metallitehtaat — рус. государственная металлообработка) была образована в 1951 году, когда финское правительство решило объединить производства, занятые в выполнении плана репараций Советскому Союзу. Фабрики выпускали картоноделательные и бумагоделательные машины, самолёты, автомобили, дизельные двигатели, локомотивы, трамваи, троллейбусы, оружие и бытовую технику. В 1999 году заводы Valmet объединились с компанией Rauma Oy в корпорацию Metso. В 2013 году компания была отделена от Metso и в настоящее время компания производит оборудование для целлюлозно-бумажной промышленности и энергетики.

## Автомобилестроение
Предприятие Valmet Automotive (бывшее Saab-Valmet) — финский производитель автомобилей. Основано в 1968 году совместно Valmet и шведской Saab-Scania. Valmet Automotive занято подрядным производством и делало машины по заказам Saab Automobile, Talbot, Renault, Lada, Opel и Porsche.

## Оружие
Винтовочный завод VKT был объединен с Valmet в 1951 году. Среди сконструированных автоматов и штурмовых винтовок Rk 62, M76, M78, M82 и Rk 95 Tp.

## Авиация
Авиационные подразделения занимались сборкой и производством по лицензии тренировочных штурмовиков Fouga СМ.170 Magister и Hawker Siddeley Hawk, истребителей Saab Draken. После закрытия завода в Тампере в 1960-е, производство развернуто в Куоревеси.
Собственные разработки сосредоточены на учебно-тренировочных самолетах для ВВС Финляндии: Valmet Tuuli, Valmet Vihuri, Valmet L-70 Vinka, Valmet L-80 Turbo-Vinha и Valmet L-90TP Redigo, а также планеров.
После приватизации Valmet в 1996 году, авиапроизводство конгломерата было выделено в подразделение Patria Finavitec оборонной корпорации Patria и сосредоточилось на сборке истребителей F/A-18 Hornet и вертолетов NHI NH90. Также завод участвовали в разработке и изготовлении частей для Airbus, в частности спойлеров для A380.

## Бумагоделательные машины
После Второй мировой войны мощности пушечного завода Valtion tykkitehdas и Tampella AB были перепрофилированы на производство бумагоделательных машин.

## Судостроение
В 1980-е годы судостроительные верфи Valmet были объединены с верфями Wärtsilä, но после банкротства судостроительной компании 1989 году сейчас входят в состав STX Finland

## Подвижной состав
В 1960—1980-х гг. Valmet произвела множество локомотивов, дизель- и электропоездов для финских железных дорог и трамваев для городской сети Хельсинки.

### Локомотивы
- Hr11 (англ.)
- Dv11 (англ.)
- Dv12
- Dv15 (англ.)
- Dv16 (англ.)
- Dr12 (англ.)
- Dr16 (англ.)
- Tve4 (англ.)

### Дизель-поезда

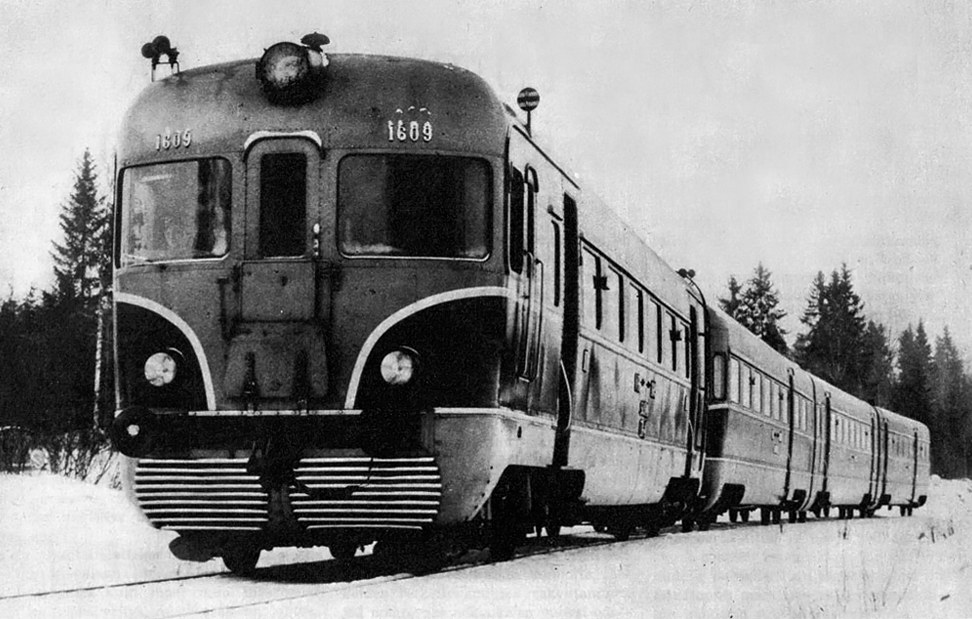
Дизель-поезд Dm4 (ок. 1954)

- Dm6 (англ.)
- Dm7 (англ.)
- Dm8 (англ.)
- Dm9 (англ.)

### Электро-поезда
- Sm1 (англ.)
- Sm2 (англ.)

### Трамваи
- RM 1 (англ.)
- RM 2 (англ.)
- RM 3 (англ.)
- Nr I (англ.)
- Valmet Nr II
- Valmet RM 2

## Троллейбусы
С 1948 по 1960 годы Valmet выпустило 52 троллейбуса — 23 для Хельсинки и 29 для Тампере.

## Тракторостроение
Тракторы производились подразделением Valmet tractor, в Бразилии и Финляндии, сейчас известными под маркой Valtra (англ.) во владении компании AGCO (англ.).

## Настоящее время
В 2013 году компания была отделена от Metso. В настоящее время компания производит оборудование для целлюлозно-бумажной промышленности и энергетики.en:Valmet
17 июля 2023 г. компания объявила о заключении сделки с компанией Siemens AG о приобретении подразделения, производящего промышленные (автоматические) газовые хроматографы MAXUM ed. II. Сумма сделки составила 102,5 млн. Евро. Сделка завершилась 1 апреля 2024г. о чём было выпущен специальный релиз. Благодаря этому, компания Valmet попала в топ-рейтинг производителей промышленного аналитического оборудования, так как много лет хроматографы под торговой маркой MAXUM ed. II фирмы Siemens, заслуженно входили в тройку мировых лидеров промышленной хроматографии наряду с хроматографами PGC 9000 фирмы Yokogawa Electric Corporation и хроматографами PGC 5000 от корпорации ABB.     